# Пол Сталтері
Пол Ендрю Сталтері (англ. Paul Andrew Stalteri; нар. 18 жовтня 1977, Етобіко, Онтаріо) — колишній канадський футболіст, захисник та багаторічний капітан збірної Канади. Футболіст року в Канаді (2001, 2004).

## Біографія
Народився в сім'ї калабрійця і гаянки. У юності грав у футбол на рівні коледжів, виступаючи за команду Клемсонського університету у США («Тайгерс») в 1996 році.

### Клубна кар'єра
У 1997 році повернувся до рідного Торонто, де підписав професійний контракт з «Торонто Лінкс», які починали грати свій перший сезон в A-League. Також проходив навчання в Йоркському університеті. Забивши в першому сезоні в 16 матчах 8 голів і зробивши 2 передачі, звернув на себе увагу скаутів з бременського «Вердера», куди і переїхав у 1998 році.
Провівши три сезони в резервній команді, яка виступала в Регионаллізі, Пол дебютував у Бундеслізі у серпні 2000 року грою з «Енергі». Закріпившись в основі команди, став чемпіоном Німеччини в сезоні 2003/04, у наступній Лізі чемпіонів відіграв за команду всі 8 матчів.
Сезон 2005/06 почав в клубі англійської Прем'єр-ліги «Тоттенгем Готспур», з яким був близький до потрапляння в Лігу чемпіонів, але поступився четвертому місцю 2 очками. Два наступних сезони епізодично з'являвся на полі, потім другу половину сезону 2007/08 провів у «Фулгемі», після чого ще півроку провів у складі «шпор», не маючи ігрової практики.
У другій половині сезону 2008/09 повернувся в Бундеслігу, де виступав до 2011 року, захищаючи кольори менхенгладбахської «Боруссії».
20 березня 2013 року оголосив про завершення кар'єри.

### Кар'єра збірної
З 1993 по 2000 роки виступав за збірні Канади різних вікових категорій. У 1993 році у складі збірної до 17 років був учасником юнацького чемпіонату світу, а у 1996 році зі збірною до 20 років виграв Молодіжний чемпіонат КОНКАКАФ, завдяки чому отримав можливість на наступний рік взяти участь у молодіжному чемпіонаті світу, на якому зумів зі збірною вийти з групи.
Дебютував у першій збірній Канади в матчі з Іраном 17 серпня 1997 року. 2007 року став капітаном збірної., з якою у 2000 році став переможцем Золотого кубка КОНКАКАФ, що також дозволив їм взяти участь в Кубку конфедерацій 2001 року. В подальшому ще чотири рази брав участь у Золотому кубку і двічі (у 2002 і 2007 роках) ставав з командою бронзовим призером.

## Досягнення

### Командні
Канада
- Золотий кубок КОНКАКАФ:
  - Переможець: 2000
  - Бронзовий призер: 2002, 2007
- Молодіжний чемпіонат КОНКАКАФ:
  - Переможець: 1996

«Вердер»
- Чемпіонат Німеччини:
  - Переможець: 2003/04
  - Третє місце: 2004/05
- Кубок Німеччини:
  - Володар: 2003/04
- Кубок німецької ліги:
  - Фіналіст: 2004

Індивідуальні
- Футболіст року в Канаді: 2001, 2004